# بول ديفلين
بول ديفلين Paul Devlin مخرج أفلام وثائقية وبرامج وبطولات رياضية.
حاز خمس مرات جائزة إيمي لعمله في إخراج الأوليمبياد لمحطة إن بي سي وجولة فرنسا (أو تور دو فرانس) لمحطة سي بي إس. كما أخرج فيلما وثائقيا بعنوان فخ الطاقة Power Trip والذي حصل على جوائز عديدة في مهرجانات برلين وتورونتو وفلوريدا.

## روابط خارجية
- بول ديفلين على موقع IMDb (الإنجليزية)
- بول ديفلين على موقع قاعدة بيانات الفيلم (الإنجليزية)